# Nothomiza flaviordinata
Nothomiza flaviordinata är en fjärilsart som beskrevs av Louis Beethoven Prout 1925. Nothomiza flaviordinata ingår i släktet Nothomiza och familjen mätare. Inga underarter finns listade i Catalogue of Life.